# Meta Štaudohar
Meta Štaudohar, babica, publicistka, folkloristka iz Poljanske doline * 29. april 1914, Predgrad pri Starem trgu ob Kolpi, † 1. junij 2002, Stari trg ob Kolpi.

## Življenje in delo
Meta Štaudohar se je rodila v revni kmečki družini, očetu Petru Štaudoharju in materi Marjeti (roj. Mihelič). Osnovno šolo je obiskovala v Starem trgu in jo izdelovala z odličnim uspehom. Po končani osnovni šoli se je morala zaradi slabih gmotnih razmer družine zaposliti. Prvo delo je našla pri trgovcu Korenu v Črnomlju, kjer je bila gospodinjska pomočnica, pomagala pa je tudi v trgovini. Čez štiri leta se je zaposlila v gostilni Lakner v črnomaljskem gradu. Tam je zbolela za pljučnico in dobila astmo, zaradi česar ni več zmogla opravljati gostinskega dela. 
Leta 1940 se je prijavila na razpis za vpis v babiško šolo in bila izbrana izmed treh kandidatk iz njenega kraja. Ko je šolo uspešno zaključila, se je vrnila v domače kraje, kjer je od leta 1941 do 1976 opravljala poklic terenske babice in pomagala pri 1734 porodih, ki so v takratnem času večinoma potekali na domovih porodnic. Oskrbovala je tudi porodnice in novorojenčke po porodu.

Meta Štaudohar o prvem porodu, ki mu je prisostvovala:
Ženska, ki je prišla k meni, me je prav prestrašila s pripovedovanjem o zapletih, ki jih je pričakovala ... Niti umivalnika ni bilo pri hiši ... Nisem imela plenic, da bi otroka povila, ni bilo posode za kopanje, ženska mi je otroka polivala, da sem ga za silo očistila ... Strgala sem staro srajco, da sem ga vanjo povila ... V strahu sem šla drugi dan pogledat, misleč na to, kakšno temperaturo ima otročnica, kakšen je otrokov popek. V hiši (pa) sem našla vse zdrave in dobre volje ...
Kljub predsodkom in uporom proti uvajanju sodobne nege, je med ljudi vpeljevala spremembe. Prizadevala si je za večjo vključenost moških v priprave na porod in sam porod ter prepričevala ljudi, da so pri porodnici ostajali le domači, ne pa tudi sosede, kot je bila prej navada. 
Po drugi svetovni vojni je člane partijske celice zmotilo, da je na prošnjo otrokovih mater na skrivaj nosila h krstu otroke nekaterih komunistov, a se je zahvaljujoč opozorilu žene enega izmed članov izognila kaznovanju. Zapustila je domače kraje, vendar se je kmalu vrnila in nadaljevala svoje delo, saj nadomestila zanjo v tistih krajih ni bilo.
Zaradi pomanjkanja osebja je opravljala tudi zdravstvena dela in v vojnem času nudila prvo zdravstveno pomoč ranjencem.

Iz Metinih spominov:
Takrat je bil čas vojne, ceste so bile neprehodne, do zdravnika in bolnice je bilo nemogoče, nikjer sanitetnega materiala, nikjer človeka, ki bi ti dal kakršen koli nasvet. Vse to je bilo treba delati na lastno odgovornost. Kuhala sem, prala, likala, to je bilo razkuževanje. Hvala bogu, da ni bilo težjih zastrupitev. Bolelo je, a ostale so roke in noge, ostala je moja mirna vest ...
Na pobudo etnologa Borisa Orla in etnomuzikologa Franceta Marolta je pisala o ljudskih običajih, pesmih, pregovorih, plesih in nošah belokranjske Poljanske doline, ki so se tudi po njeni zaslugi ohranili vse do danes. Od mladih let dalje je sodelovala v  predgrajski folklorni skupini in jo leta 1964 pripravila na nastop na prvem jurjevanju v Črnomlju.